# Porażyn (wieś)
Porażyn – wieś w Polsce, położona w województwie wielkopolskim, w powiecie nowotomyskim, w gminie Opalenica.
W latach 1975–1998 miejscowość administracyjnie należała do województwa poznańskiego.
W osadzie zwanej Porażyn-Ośrodek znajduje się zabytkowy dwór z 1882 r., obecnie ośrodek szkoleniowo-wypoczynkowy.
Urodził się tutaj Erwin Mozolewski (1917–2007), polski lekarz, w latach 1971–1978 rektor Pomorskiej Akademii Medycznej w Szczecinie.